# Chytonix splendens
Chytonix splendens är en fjärilsart som beskrevs av Druce 1890. Chytonix splendens ingår i släktet Chytonix och familjen nattflyn. Inga underarter finns listade i Catalogue of Life.